# Lycenchelys paxillus
Lycenchelys paxillus es una especie de pez de la familia de los Zoarcidae en el orden de los perciformes.

## Morfología
- Los machos pueden llegar a alcanzar los 17,5 cm de longitud total.
- Número de vértebras: 127-137.[1][2]

## Alimentación
Come moluscos y Cumacea.

## Hábitat
Es un pez de mar y de aguas profundas que vive entre 46-1525 m de profundidad.

## Distribución geográfica
Se encuentra en el Atlántico occidental: el Canadá., Groenlandia y los Estados Unidos.

## Observaciones
Es inofensivo para los humanos.